# Thryssa
Thryssa é um género de peixe da família Engraulidae. Os peixes deste género possuem corpo espalmado; escudos presentes antes e atras da base da barbatana pélvica, formando uma quilha; um pequeno escudo predorsal; barbatana anal comprida, com mais de 25 raios. Uma area escura atras da abertura branquial.
Este género contém as seguintes espécies:
- Thryssa scratchleyi
- Thryssa baelama (Forskal, 1775)
- Thryssa setirostris (Broussonet, 1782)
- Thryssa vitrirostris (Gilchrist&Thompson, 1908)

Das espécies acima, as três ultimas ocorrem em Moçambique.